# Kensington (Kansas)
Kensington es una ciudad ubicada en el condado de Smith en el estado estadounidense de Kansas. En el año 2010 tenía una población de 473 habitantes y una densidad poblacional de 591,25 personas por km².

## Geografía
Kensington se encuentra ubicada en las coordenadas 39°45′58″N 99°1′56″O / 39.76611, -99.03222 (39.766110, -99.032308).

## Demografía
Según la Oficina del Censo en 2000 los ingresos medios por hogar en la localidad eran de $29,219 y los ingresos medios por familia eran $41,250. Los hombres tenían unos ingresos medios de $28,333 frente a los $16,607 para las mujeres. La renta per cápita para la localidad era de $15,131. Alrededor del 5.1% de la población estaban por debajo del umbral de pobreza.